# فرانسیسکو خوزه کاراسکو
فرانسیسکو خوزه کاراسکو (به اسپانیایی: Francisco José Carrasco) بازیکن فوتبال اهل اسپانیا است که از سال ۱۹۷۹ تا ۱۹۸۸ میلادی عضو تیم ملی فوتبال اسپانیا بوده و در ۳۵ بازی ملی حضور داشته‌است. او در بازی‌های ملی‌اش ۵ گل به ثمر رساند.